# رجیسترو
رجیسترو (به پرتغالی: Registro) یک منطقهٔ مسکونی در برزیل است که در ایالت سائو پائولو واقع شده‌است. رجیسترو ۷۲۲ کیلومتر مربع مساحت و ۵۶٬۲۸۰ نفر جمعیت دارد.